# André Bernard (cyclisme)
Pour les articles homonymes, voir André Bernard et Bernard.
André Moïse Bernard, né le 29 août 1930 à Mézières-sur-Issoire (Haute-Vienne) et mort le 15 décembre 2015 à Limoges, est un coureur cycliste français.

## Palmarès
- 1950
  - Champion de Haute-Vienne
  - 3e du Tour de l'Orne
- 1951
  - 5e étape de la Route de France
- 1952
  - Route de France
    - Classement général
    - 1reb étape (contre-la-montre par équipes)
- 1955
  - Circuit de la Sarthe
  - 3e du Tour de Corrèze
- 1958
  - 3e du Circuit des genêts verts

## Résultats sur les grands tours

### Tour de France
1 participation
- 1952 : 75e